# Anton Bergmeier

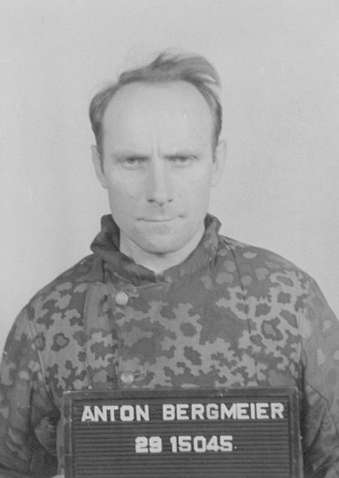
Anton Bergmeier im April 1947

Anton Bergmeier (* 9. Dezember 1913 in Rinnberg, Gemeinde Rohrbach; † 11. Oktober 1987 in Pfaffenhofen an der Ilm) war ein deutscher SS-Oberscharführer und als Arrestaufseher im Bunker des KZ Buchenwald eingesetzt.

## Leben
Anton Bergmeier trat zum 12. März 1933 der SS bei (SS-Nummer 89.423) und erreichte dort zum 1. Februar 1942 als Oberscharführer seinen höchsten Rang. Er war von 1938 an Stellvertreter des Leiters des Arrestbereiches Martin Sommer im KZ Buchenwald. Diese Funktion bekleidete Bergmeier bis zum Februar 1943. Im Rahmen der Untersuchungen gegen den ehemaligen Lagerkommandanten des KZ Buchenwald Karl Otto Koch, deren Gegenstand Korruption, unautorisierte Tötungen und Misshandlungen waren, geriet auch Bergmeier in das Visier des SS-Richters Konrad Morgen. Martin Sommer wurde danach inhaftiert, während Bergmeier zumindest von seinem Posten als Arrestaufseher entbunden wurde. Im Februar 1943 wurde Bergmeier zur neu aufgestellten 10. SS-Panzer-Division „Frundsberg“ versetzt, wo er bis Kriegsende bleibt.
Nach Kriegsende wurde Bergmeier verhaftet und im Rahmen der Dachauer Prozesse im Buchenwald-Hauptprozess mit 30 weiteren Beschuldigten angeklagt. Bergmeier wurde von Zeugen beschuldigt, alliierte Gefangene misshandelt zu haben. Am 14. August 1947 wurde Bergmeier aufgrund seiner Position im Arrestbereich des Lagers und den dort vollzogenen Misshandlungen mit Todesfolgen wegen „Mithilfe und Teilnahme an den Operationen des Buchenwald-Konzentrationslagers“ zum Tode durch den Strang verurteilt. Das Urteil wurde später in lebenslange Haft umgewandelt. Bergmeier wurde wahrscheinlich Mitte der 1950er Jahre aus dem Kriegsverbrechergefängnis Landsberg entlassen. Über seinen weiteren Lebensweg ist nichts bekannt. Bergmeier starb im Oktober 1987 in Pfaffenhofen.